# Манлия Сканцила
Манлия Сканцила (на латински: Manlia Scantilla; fl. 193) е съпруга на римския император Дидий Юлиан и Августа. Нейното име показва, че е от gens Манлии.
Манлия Сканцила се омъжва за генерал Дидий Юлиан преди да е император. Тя ражда през 153 г. дъщеря Дидия Клара.
Съпругът на Сканцила става на 28 март 193 г. император. На този ден Сканцила и нейната дъщеря получават титлата Августа чрез декрет на римския сенат. Само след три месеца съпругът ѝ е убит на 2 юни 193 г. Тя умира след един месец.